# Prima classe

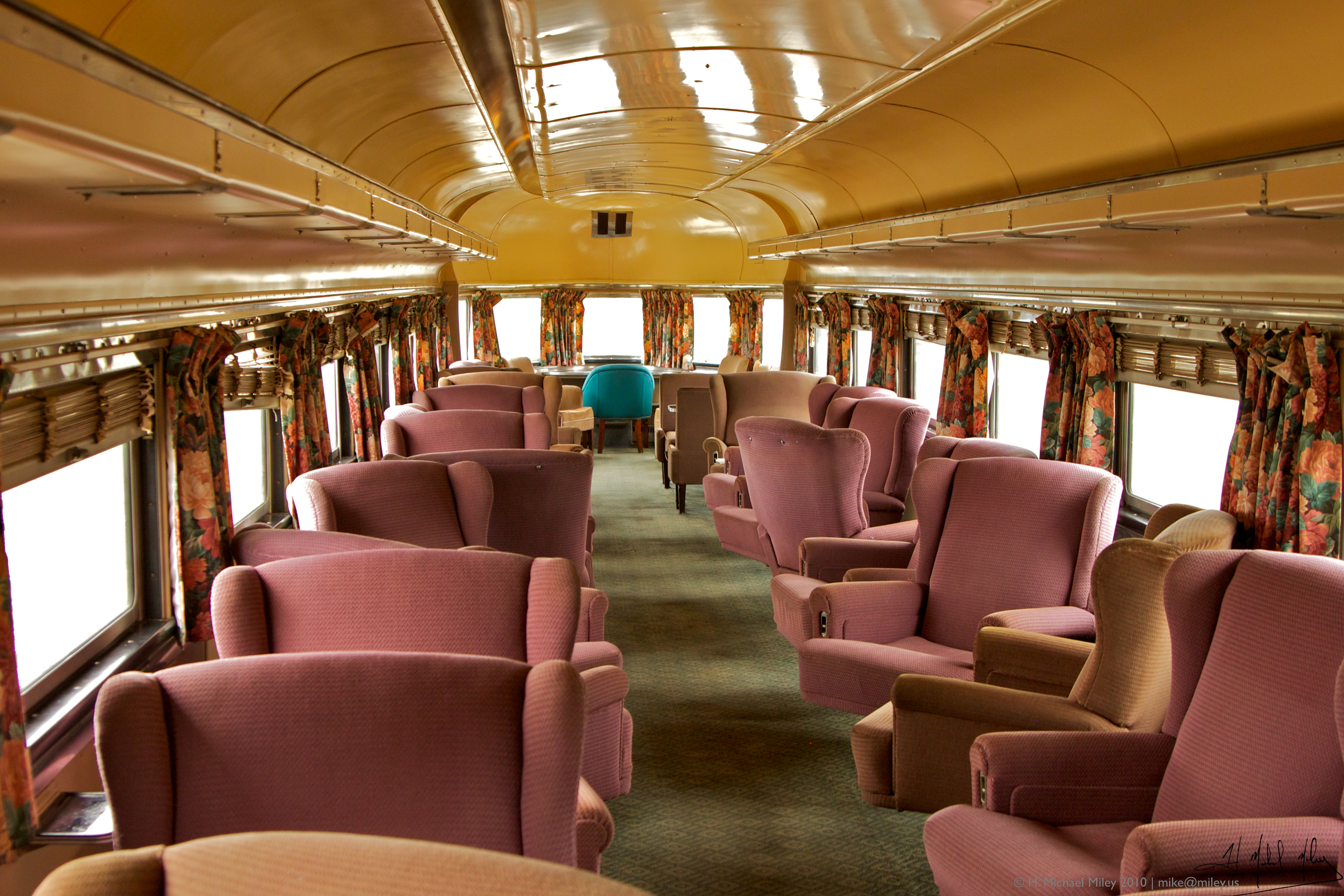
Carrozza di prima classe su uno dei treni della compagnia ferroviaria "Nebraska Zephyr".

La prima classe è la classe di viaggio più lussuosa e costosa in termini di posti a sedere e servizi su un treno, una nave passeggeri, un aereo, un autobus o un altro mezzo di trasporto. Rispetto alla classe business e alla classe economica, la prima classe offre un servizio migliore e un comfort maggiore.

## Nelle compagnie aeree
La prima classe su un aereo di linea è collocata solitamente nella parte anteriore dell'aereo, vicino alla cabina di pilotaggio. Negli anni, tuttavia, molte compagnie aeree hanno eliminato completamente i sedili di prima classe dai loro voli internazionali, offrendo la classe business come livello di servizio più elevato. Ai passeggeri di prima classe è solitamente consentito accedere alle lounge aeroportuali degli aeroporti in attesa dell'imbarco.

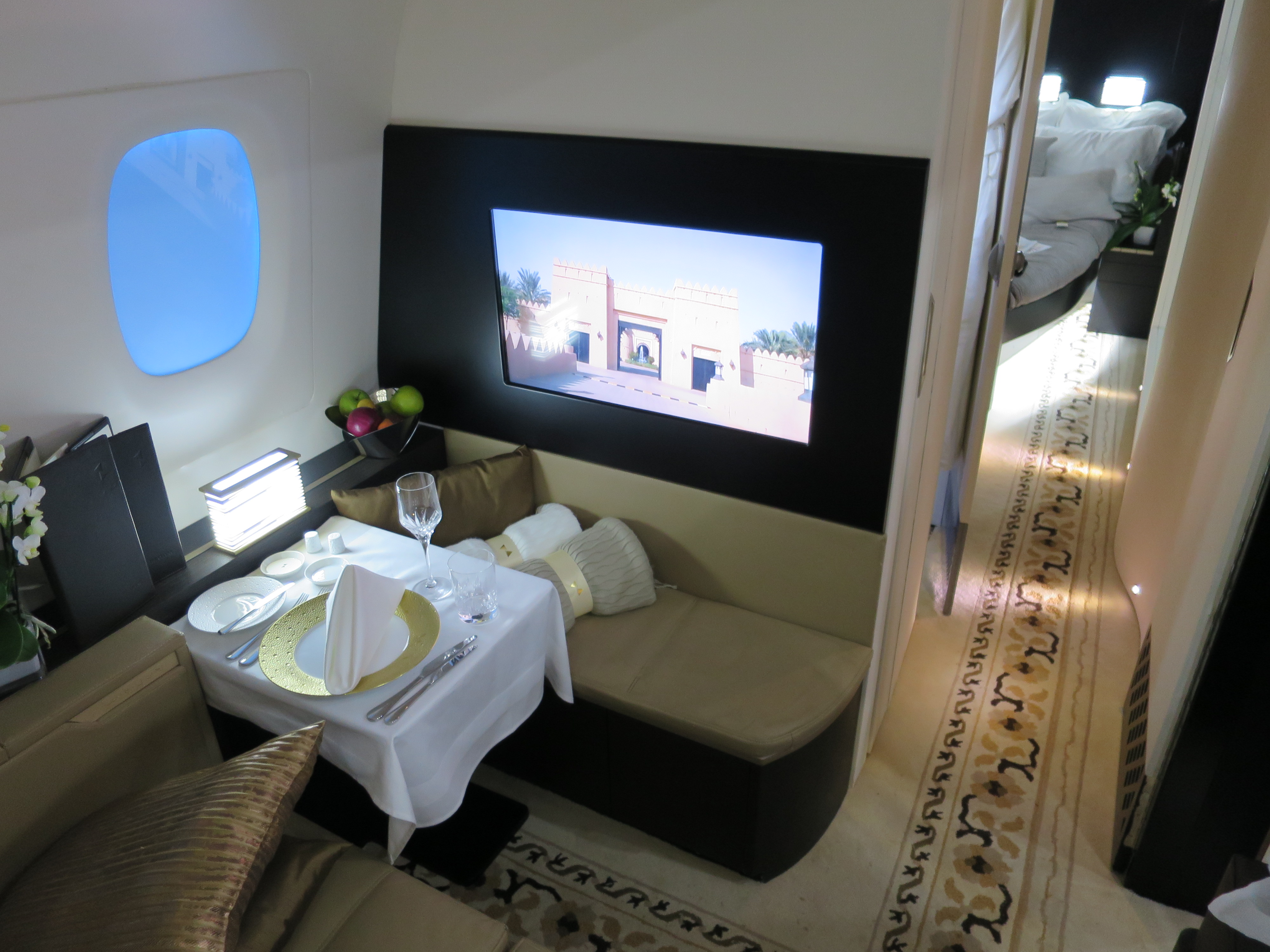
La suite di prima classe di Etihad Airways, chiamata "The Residence", è considerata una tra le più lussuose e costose al mondo.

## Nel settore ferroviario
Sebbene le sistemazioni di prima classe siano comuni nei servizi ferroviari di trasporto pubblico interurbano, sono diventate sempre più diffuse per i viaggi giornalieri a breve distanza sui treni pendolari, soprattutto nei contesti di trasporto rapido, piuttosto che sui treni regionali a lunga distanza. Le stazioni ferroviarie delle città più grandi possono offrire anche delle lounge paragonabili a quelle presenti negli aeroporti per i passeggeri di prima classe o per coloro che hanno uno status particolare nei loro programmi frequent flyer.

### Australia
L'Australia dispone di servizi ferroviari interni in ciascuno dei suoi stati, esclusa la Tasmania. Vengono normalmente gestiti dal governo statale, ma in alcuni casi possono essere amministrati da operatori privati. Il servizio di prima classe varia in ogni stato:
- NSW TrainLink (Nuovo Galles del Sud)

Il servizio di prima classe su TrainLink è disponibile in due modalità. Sui treni "Xplorer" e "XPT", i posti a sedere in prima classe offrono maggiore spazio per le gambe e sono reclinabili rispetto a quelli della classe economica. Su alcuni treni XPT sono disponibili anche scompartimenti letto. Nei servizi diurni, questi scompartimenti possono ospitare tre passeggeri, mentre di notte possono ospitare due persone sistemate in delle cuccette.
- Queensland Rail (Queensland)

Queensland Rail (compagnia ferroviaria del Queensland) offre delle sistemazioni di prima classe su molti dei suoi servizi "Traveltrain", oltre alla classe business sui suoi servizi "Tilt Train". Le carrozze di prima classe di Queensland Rail offrivano in passato delle cabine private chiamate "roomette" (cabina singola) o "twinette" (cabina doppia).
- V/Line (Victoria)

I posti a sedere di prima classe sulla V/Line (compagnia ferroviaria dello stato di Victoria) hanno una configurazione 2–2, con spazio extra per le gambe e sedile reclinabile. È disponibile solo su alcuni treni.
- Great Southern Railway (Nuovo Galles del Sud, Victoria, Australia Meridionale, Territorio del Nord e Australia Occidentale)

Questa compagnia ferroviaria privata gestisce i servizi turistici chiamati The Overland, Indian Pacific e The Ghan. I viaggi in prima classe su questi treni sono denominati "Platinum Service" (su Indian Pacific e The Ghan) con cabine chiamate "roomette", "twinette" e "deluxe". D'altra parte viene chiamata "Red Premium Service" (su The Overland) con sedili in configurazione 2–1, offre spazio extra per le gambe e maggiore reclinazione rispetto ai sedili "Red Service" classici.

### Canada
Il treno "Canadian" (in francese: "Le Canadien"), gestito da VIA Rail, offre una classe denominata "Prestige", paragonabile alla prima classe. Include servizio al posto, infotainment e un bagno privato con doccia. La tratta Québec City–Windsor, anch'essa gestita da VIA Rail, offre invece la classe business.

### Cina
China Railway e la sua sussidiaria China Railway High-speed offrono la prima classe sui loro treni, inserendosi tra la "seconda classe" standard e la "classe business". La prima classe presenta dei sedili in configurazione 2–2 con sedili reclinabili, spazio in più per le gambe, poggiapiedi e prese elettriche, con accesso anche a servizi igienici dedicati e distributori d'acqua.

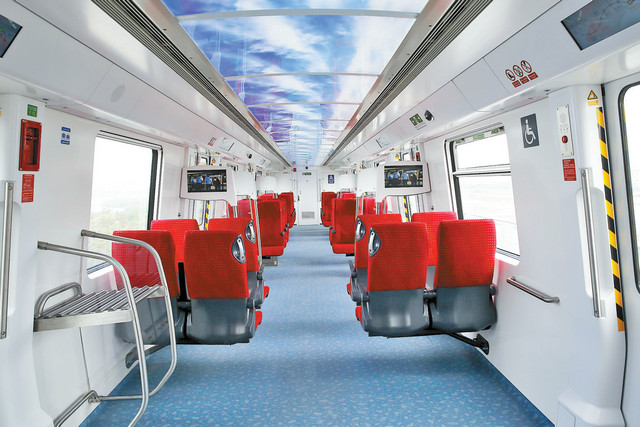
Una carrozza di classe business sulla linea 11 della metropolitana di Shenzhen.

Oltre ai servizi ferroviari interurbani, la linea 11 della metropolitana di Shenzhen, che serve l'Aeroporto di Shenzhen-Bao'an, è diventata la prima linea metropolitana in Cina a offrire carrozze di classe business (che costituiscono due delle otto carrozze di ogni treno). È stato segnalato che questa classe, che costa tre volte l'importo di un biglietto di classe standard, è rimasto scarsamente utilizzato nonostante il sovraffollamento nel resto del treno.

### Corea del Sud
I treni "KTX" (Korea Train eXpress), "KTX-Sancheon" (Tipologie A e B), "Saemaeul" e  "Mugunghwa" (disponibile solo su alcune tratte) offrono il servizio di prima classe. La prima classe viene chiamata "Teukshil" e dispone di sedili più ampi e comodi. Il servizio di prima classe "KTX" e "KTX-Sancheon" include acqua minerale gratuita, cuffie, fazzoletti e una tenda da sole. Di solito i biglietti di prima classe costano circa il 50% in più rispetto ai biglietti di classe economica. La prima classe si trova nelle carrozze 2, 3 e 4 sui treni "KTX", nella carrozza 3 sui treni "KTX-Sancheon" e nella carrozza 1 sui treni "Mugunghwa" e "Saemaeul". I treni "ITX" (Intercity Train eXpress) Saemaeul non dispongono di carrozze di prima classe.

### Emirati Arabi Uniti

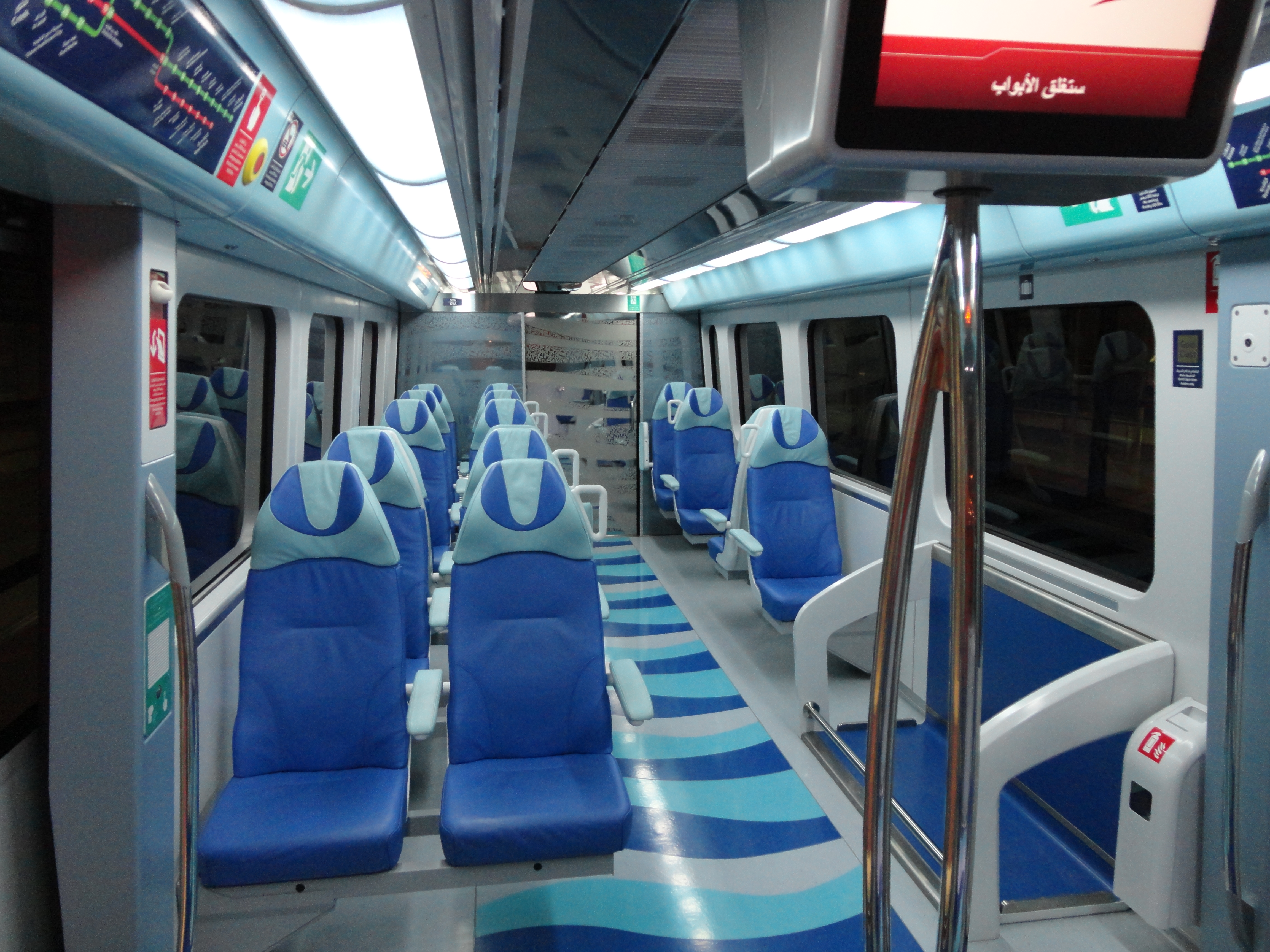
La carrozza di "Gold Class" su un treno della metropolitana di Dubai.

Le carrozze terminali dei tram e ogni treno della metropolitana di Dubai è designato come "Gold Class", con sedili individuali, tavolini e vano per i bagagli.

### Filippine
I treni espressi "PNR South Long Haul" sono dotati di una configurazione a tre classi a partire dal 2022. La prima classe è stata definita da "Filippine National Railways" come inferiore alla classe business ma superiore alla seconda classe. Questo si basa sul layout di China Railway e simile al modello austriaco Railjet, con una prima classe che offre più servizi rispetto alla classe economica premium.
Vennero ordinati altri treni espressi alla fine del 2019, ma questi ordini furono cancellati a febbraio 2021. Tuttavia, quegli stessi treni vennero nuovamente proposti cinque mesi dopo la cancellazione, ordinando 21 set di treni (63 carrozze), ordine che tuttavia venne ulteriormente ridimensionato a 3 set di treni (9 carrozze).

### Germania
Le varie ferrovie private e statali in Germania offrirono fin dall'inizio della loro storia servizi di prima, seconda e terza classe. Queste classi iniziarono ad apparire in Prussia, nel 1852, quando furono introdotte delle carrozze di quarta classe, estremamente austere. Dopo la nazionalizzazione (1920) e l'accorpamento (Deutsche Reichsbahn-Gesellschaft, 1924), la quarta classe cadde in disuso nel 1928 per generare maggiori introiti costringendo i passeggeri a pagare prezzi per ottenere un biglietto di terza classe.

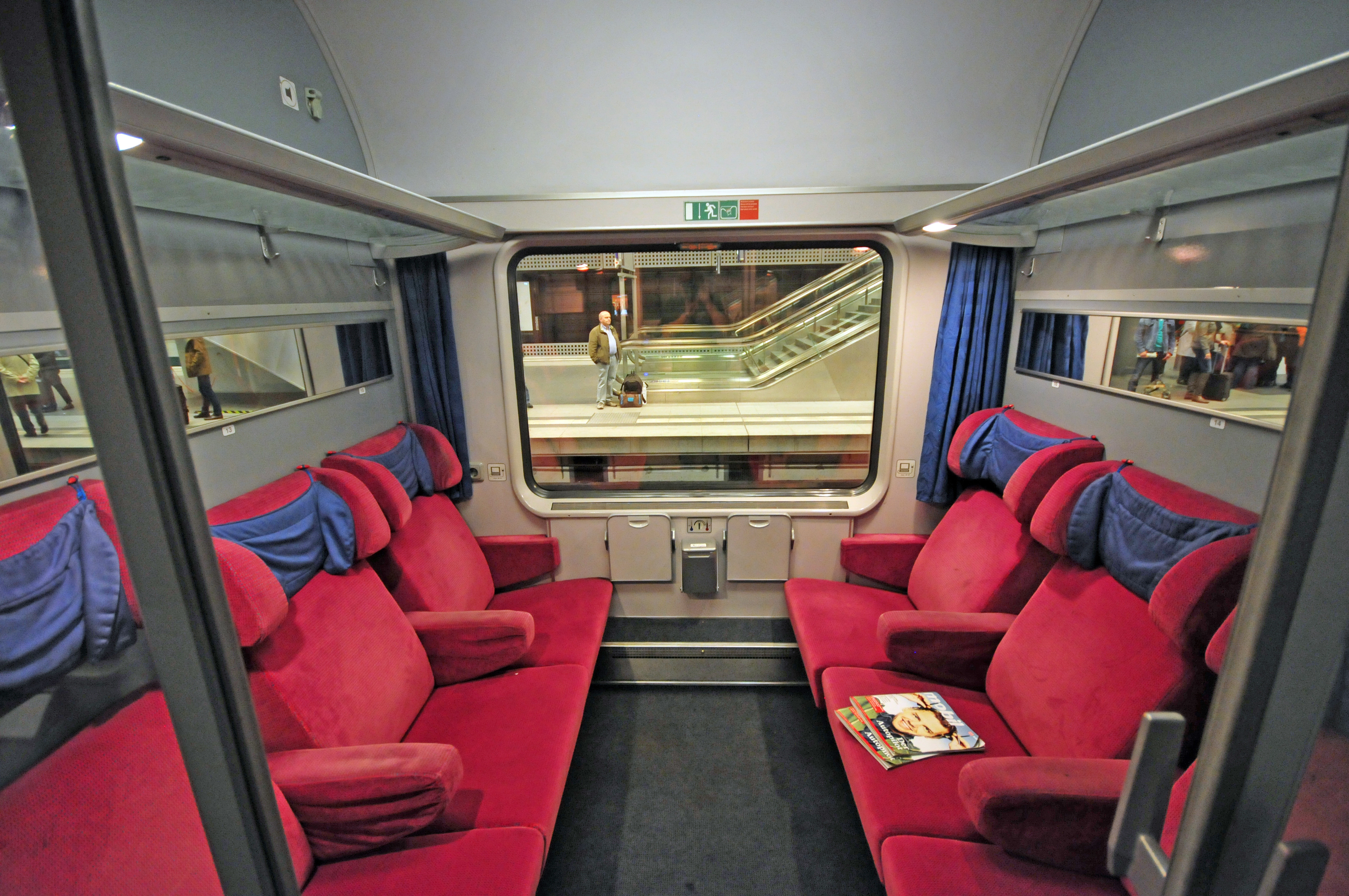
Sedili di prima classe sul treno "Berlino-Varsiavia-Express", che collega Berlino a Varsavia.

Come nella maggior parte degli altri paesi europei, le ferrovie della Germania Est e Ovest passarono a un sistema a due classi nel 1956. Di conseguenza, la prima classe fu abbandonata e le precedenti seconda e terza classe furono ribattezzate come le nuove prima e seconda classe. Ad eccezione di alcuni servizi ferroviari regionali e pendolari, che sono solo di seconda classe, questa distinzione è presente ancora oggi.
La differenza di comfort tra la prima e la seconda classe varia a seconda degli operatori ferroviari, dei servizi e delle linee. Generalmente si traduce in più spazio per le gambe, tavoli e/o posti a sedere a tre anziché a quattro per i passeggeri di prima classe. Sui servizi nazionali e internazionali di Deutsche Bahn, i passeggeri di prima classe non ricevono un pasto gratuito, ma su tutti i servizi ICE e InterCity, ai passeggeri di prima classe viene servita l'intera selezione di pasti e bevande al posto, mentre i passeggeri di seconda classe possono ottenerli solo nella carrozza ristorante.

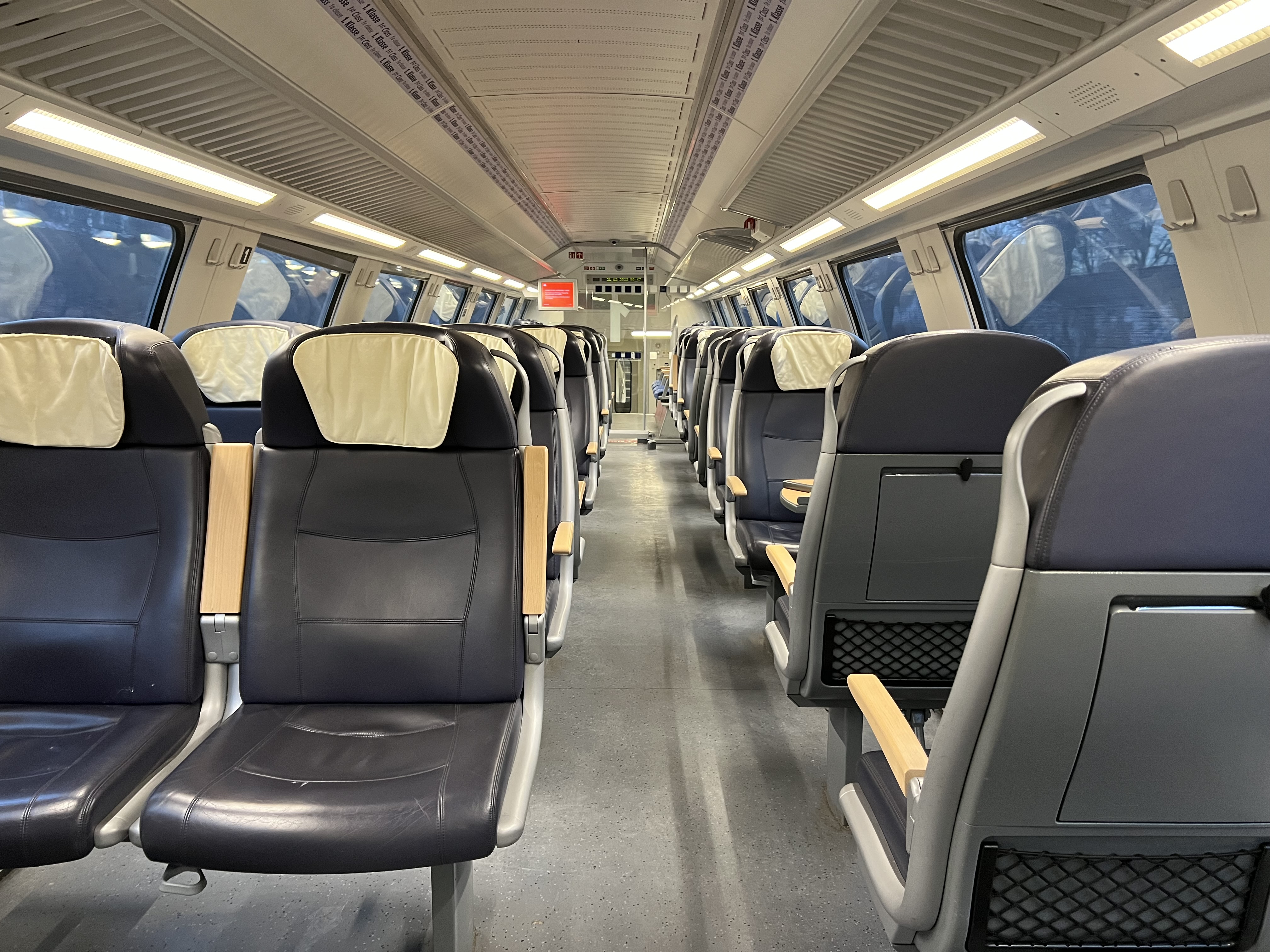
Prima Classe sul ponte superiore di una carrozza a due piani Regional-Express a Berlino.

In alcuni servizi locali, gestiti sia da Deutsche Bahn che da altre compagnie, non vi è alcuna differenza nei posti a sedere tra le classi, ad eccezione della presenza di braccioli e tavolini (con interni apparentemente più puliti in alcuni casi) in prima classe. La motivazione per offrire posti in prima classe su questi servizi è che, a causa del prezzo più elevato, di solito ci sono posti liberi in prima classe quando tutti i posti in seconda classe sono occupati. Pertanto, la giustificazione per l'acquisto del servizio di prima classe sui servizi regionali, spesso per il viaggiatore medio è più che altro dettata dall'offerta di una "migliore probabilità" di trovare posti liberi su determinati treni (in particolare sui servizi S-Bahn/regionali nelle ore di punta) piuttosto che dalla disponibilità di servizi inutili rispetto alla seconda classe. Sebbene non sempre applicate, le regole stabiliscono che, anche per i posti in piedi in prima classe, è necessario essere in possesso di un biglietto di prima classe.

### Giappone
Il termine "prima classe" cadde in disuso sulle ferrovie nazionali giapponesi nel maggio 1969 e fu sostituito da "carrozze verdi". Le carrozze verdi sono identificabili dal logo verde a quattro foglie accompagnato dalle parole "green car". Di solito sono in configurazione 1–2 (2–2 sui treni Shinkansen), sebbene siano stati introdotti anche dei sedili più esclusivi. Mentre le carrozze verdi sono state tradizionalmente applicate su servizi espressi limitati, negli ultimi anni, c'è stata una tendenza graduale a riutilizzare le carrozze verdi su linee pendolari nella grande area di Tokyo, disponendo anche di dipendenti che forniscono un servizio di ristoro e che controllano i biglietti.

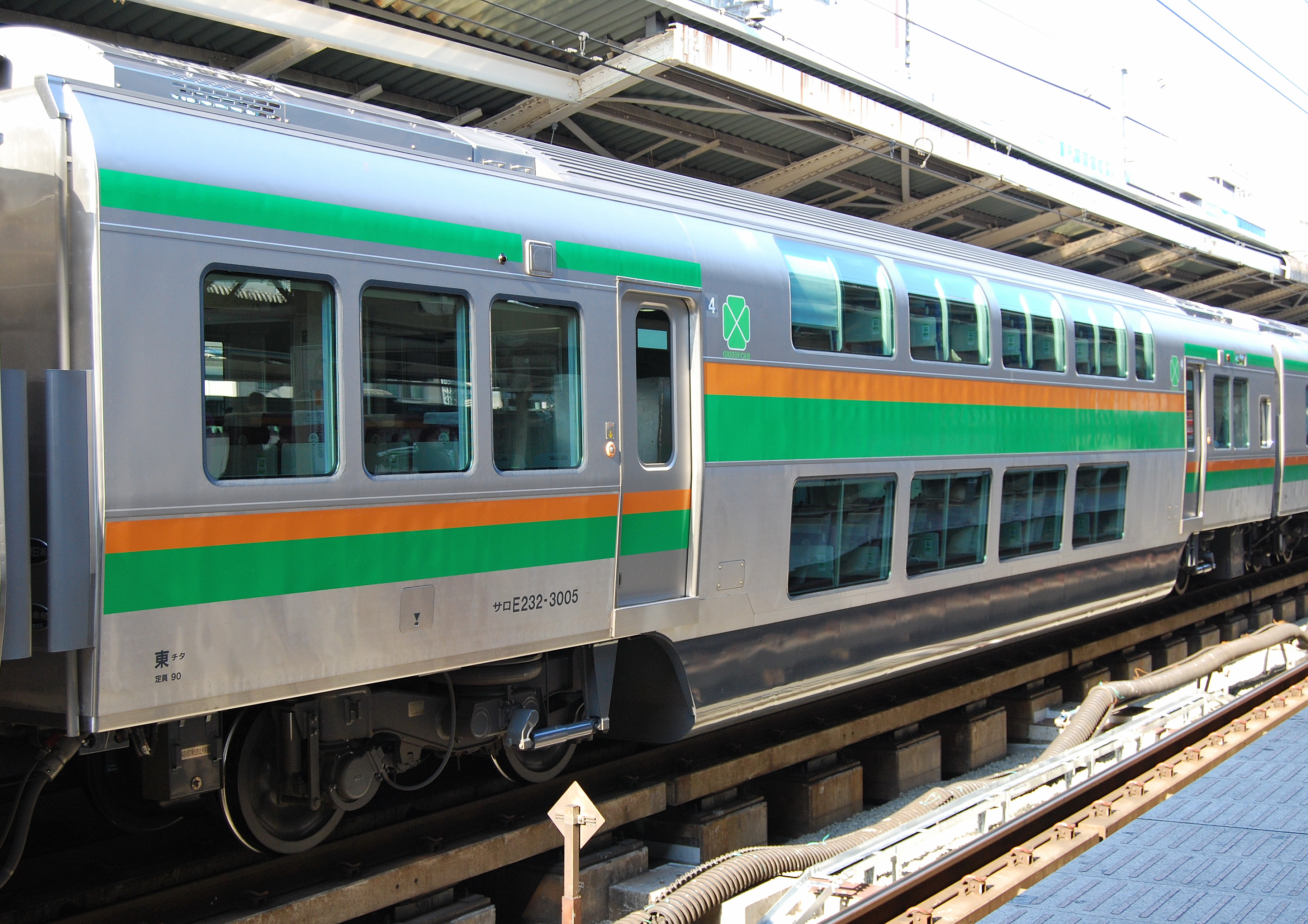
L'elettrotreno serie E233 ha due carrozze a due piani per treno.

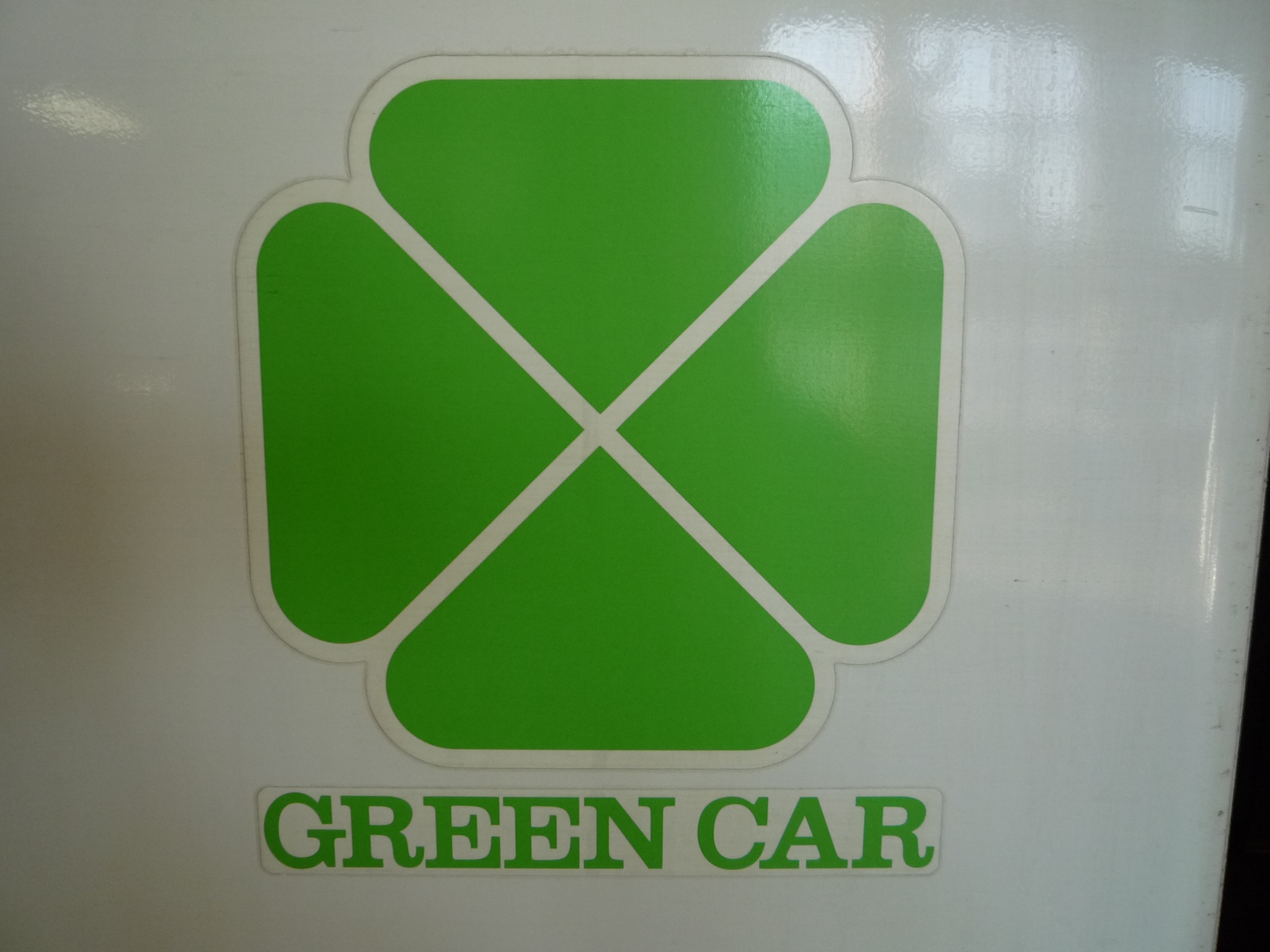
Il logo delle "carrozze verdi".

Nel 2011 East Japan Railway Company iniziò a offrire la "Gran Class" sulla linea Shinkansen di Tohoku, ma da allora estese i posti della gran class a linee diverse. La cabina di gran class è simile alle classi prima e business, situate sugli aerei di linea. Con un aumento dello spazio per le gambe, una densità di posti a sedere per passeggeri più bassa, i pasti scelti da un menu e portati direttamente al sedile, servizio bevande illimitato, nonché servizi aggiuntivi come asciugamani caldi, giornali gratuiti e assistenti personali che possono essere chiamati attraverso la pressione di un pulsante.
Sui viaggi notturni, i posti a sedere premium sono noti come "cabine A", che possono essere cuccette, camere private o suite. Tuttavia, queste cabine sono state eliminate dal servizio InterCity, dovendo affrontare la concorrenza dello Shinkansen. A partire dal 2023, solo due treni notturni che offrono carrozze letto, Sunrise Seto e Sunrise Izumo, sono ancora regolarmente utilizzate.

### Hong Kong
Su ogni treno della linea "East Rail" (ex "KCR East Rail") di Hong Kong è disponibile uno scompartimento di prima classe. Invece delle panchine longitudinali in acciaio inossidabile offerte ai passeggeri della classe standard, gli scompartimenti di prima classe dispongono di sedili imbottiti individuali più comodi, dotati anche di braccioli. Sono disposti a coppie e orientati trasversalmente rispetto agli scompartimenti. I passeggeri sono tenuti a pagare una tariffa aggiuntiva, e gli scompartimenti di prima classe sono regolarmente pattugliati dai controllori.

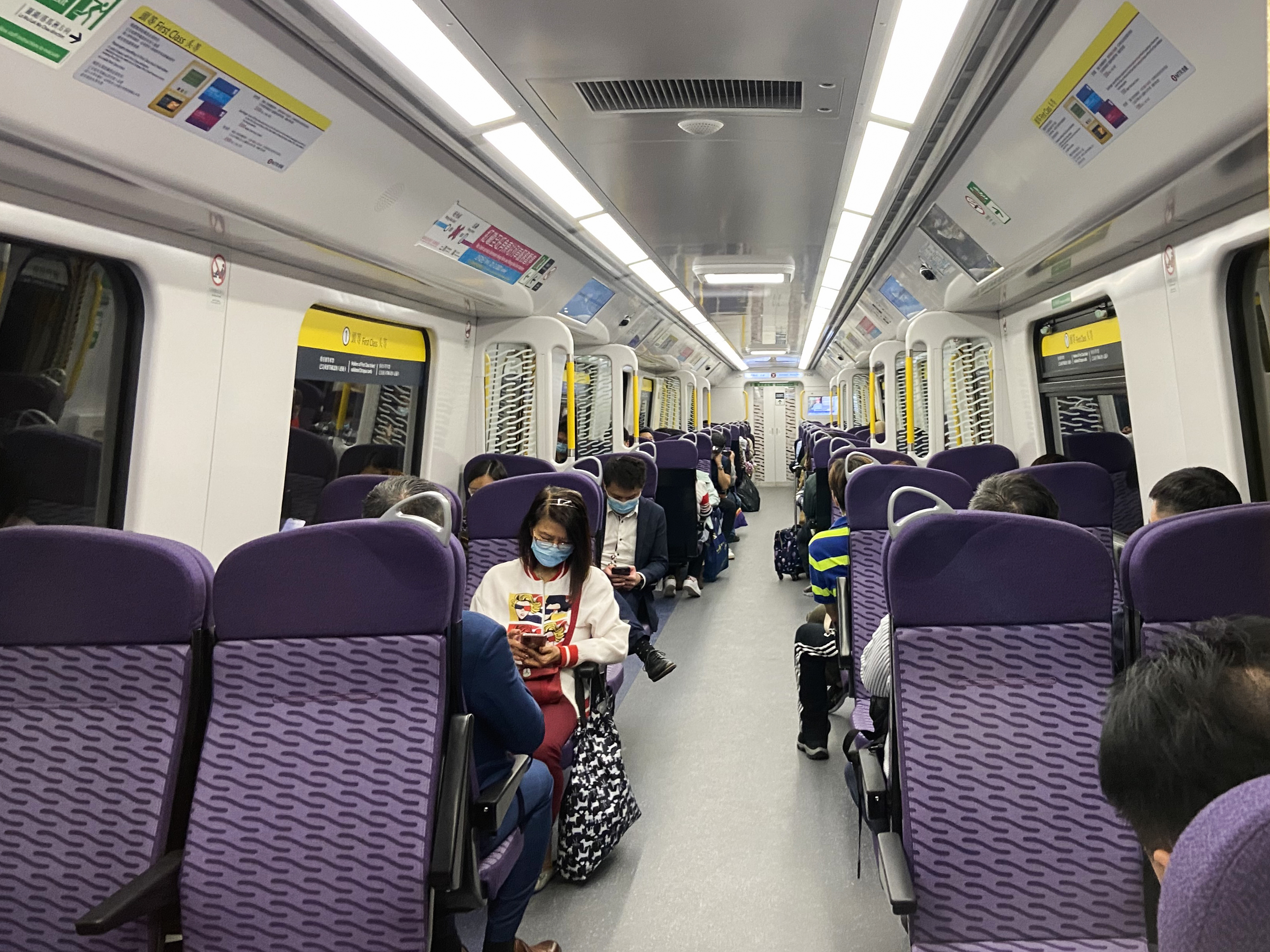
Sedili di prima classe su una carrozza della linea "East Rail" di Hong Kong.

La linea East Rail nacque come servizio ferroviario interurbano, allora noto come "Kowloon-Canton Railway British Section", che in precedenza si estendeva fino a Guangdong, nella Cina continentale. Anche dopo l'elettrificazione e la modernizzazione della linea ferroviaria nei primi anni '80 e la conversione dei suoi treni per fornire un servizio ad alta capacità in stile metropolitano nel decennio successivo, il quarto scompartimento a partire dall'estremità nord di ogni carrozza mantenne la sua disposizione originale dei posti a sedere come scompartimento di prima classe. Nel 2007, la linea è entrata a far parte della rete MTR e rimane l'unica linea ferroviaria della regione a offrire un servizio di prima classe separato (sebbene la linea "Airport Express" offra un'esperienza di viaggio simile in tutte le sue carrozze).

### India
Numerose compagnie ferroviarie suburbane in India offrono servizi di prima classe, tra cui:
- Hyderabad Multi-Modal Transport System
- Mumbai Suburban Railway
- Chennai Suburban Railway

Per i viaggi InterCity esistono invece 4 tipi di carrozze di prima classe:
- Classe Anubhuti, che è una carrozza di prima classe premium.
- First Class AC, che è una carrozza letti di prima classe.
- Vistadome AC, che è una carrozza base di prima classe.
- AC Second Tier, che è una carrozza letti base di prima classe.

### Indonesia

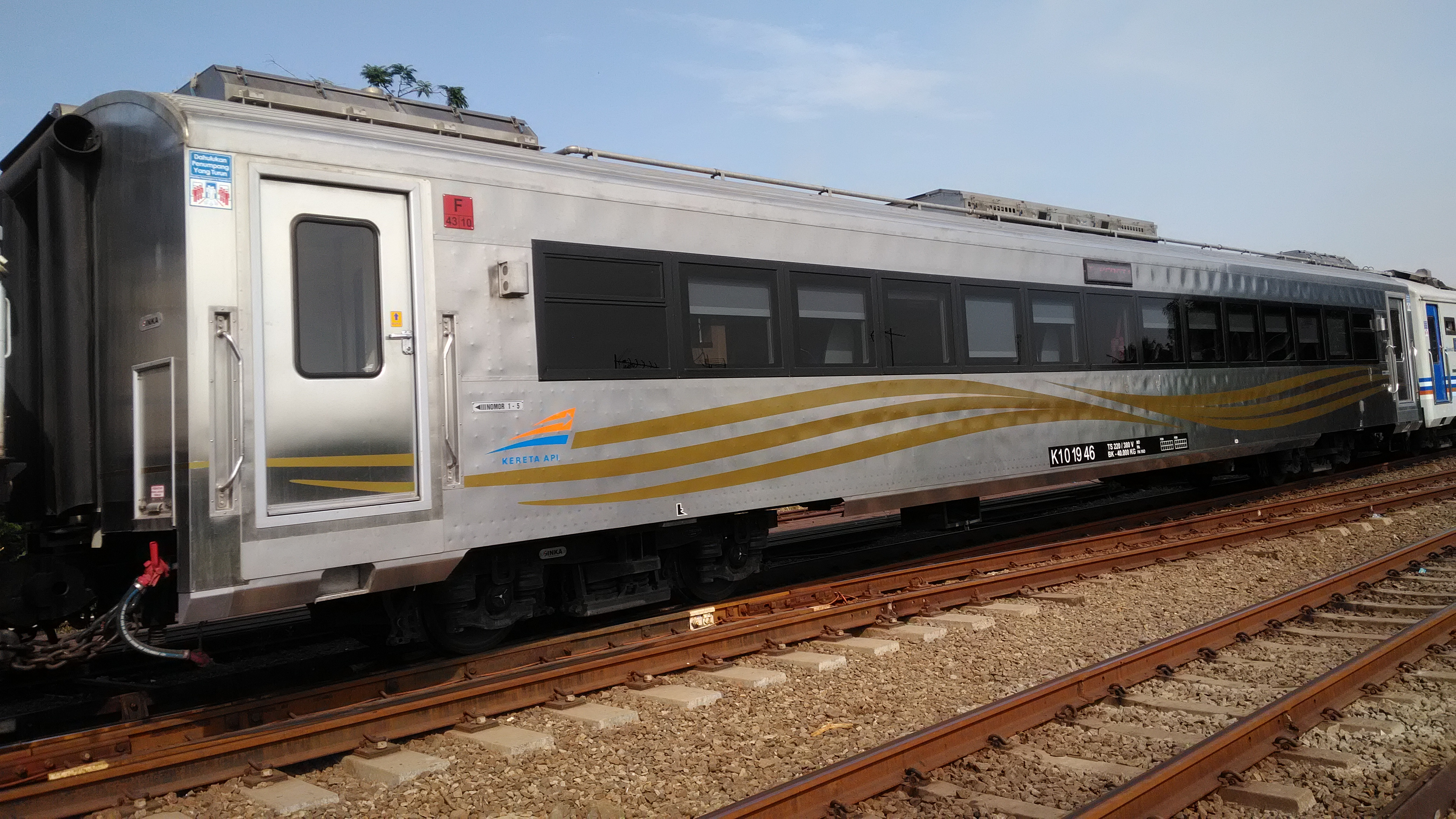
Una carrozza di seconda generazione della Kereta Api Indonesia vista dall'esterno.

Kereta Api Indonesia gestisce servizi di prima classe che sono ufficialmente chiamati "classe di lusso". Le carrozze di prima classe attualmente operative hanno due diversi design: le carrozze di prima generazione hanno dei sedili in configurazione 1–1 con pareti in legno; Le carrozze di seconda generazione hanno dei sedili in configurazione 2–1 con interni più moderni e un mini bar gratuito. Entrambe le generazioni hanno uno schermo per l'infotainment e un comfort relativamente migliore rispetto ai treni di classe economica.

### Paesi Bassi
Analogamente alla Germania, i treni olandesi hanno iniziato ad avere due classi distinte a partire dal 1956. Su treni InterCity, la prima classe presenta dei sedili in configurazione 2–1, a differenza della disposizione 2–2 nella seconda classe, sono reclinabili e hanno anche delle prese di corrente. I treni pendolari sia di prima che di seconda classe sono in configurazione 2–2, la differenza tra la seconda e la prima classe sta nell'imbottitura dei sedili, un bracciolo aggiuntivo, illuminazione decorativa e maggiore silenziosità data la posizione dei sedili, situati sulle estremità del treno. D'altra parte, la maggior parte dei treni regionali nelle aree rurali dispongono solo di una seconda classe. Dal 2015 tutti i nuovi treni contengono delle prese elettriche sulla prima e seconda classe in accordo con il governo.

### Qatar
La metropolitana di Doha, che ha iniziato ad essere sperimentata nel 2019, ha una sezione chiamata "Classe d'oro" in una carrozza di coda, simile a quella di Dubai.

### Regno Unito
L'esistenza e la natura delle diverse classi di viaggio sui treni britannici sono cambiate nel tempo. Fin dall'inizio, sono state fornite carrozze di prima, seconda e terza classe, insieme alle lussuose "Carrozze Pullman". Attualmente, la maggior parte dei servizi a lunga percorrenza offre prima classe e classe standard, mentre la maggior parte dei servizi locali e suburbani è a classe unica, così come i servizi di trasporto urbano come la metropolitana di Londra.

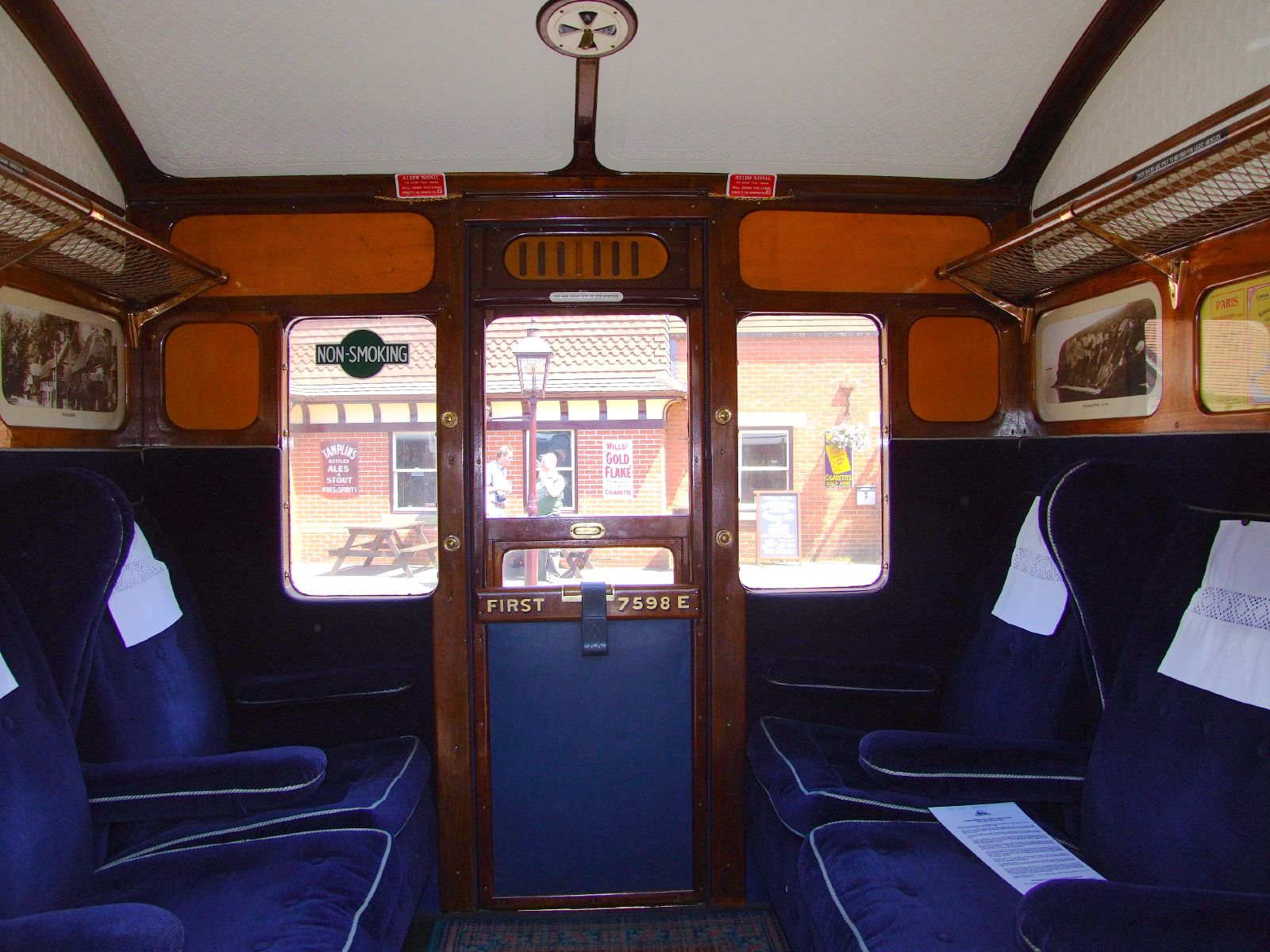
Compartimento di prima classe sulla "Bluebell Railway".

Un biglietto di prima classe offre accesso a sezioni dedicate del treno, quasi sempre dotate di meno posti a sedere, ma più grandi e comodi, in una disposizione generalmente più spaziosa che offre più comfort, spesso un tavolo e decorazioni/moquette migliori e, in alcuni casi, servizi aggiuntivi (come prese di corrente per telefoni cellulari o computer portatili e illuminazione migliorata per ogni set di sedili).

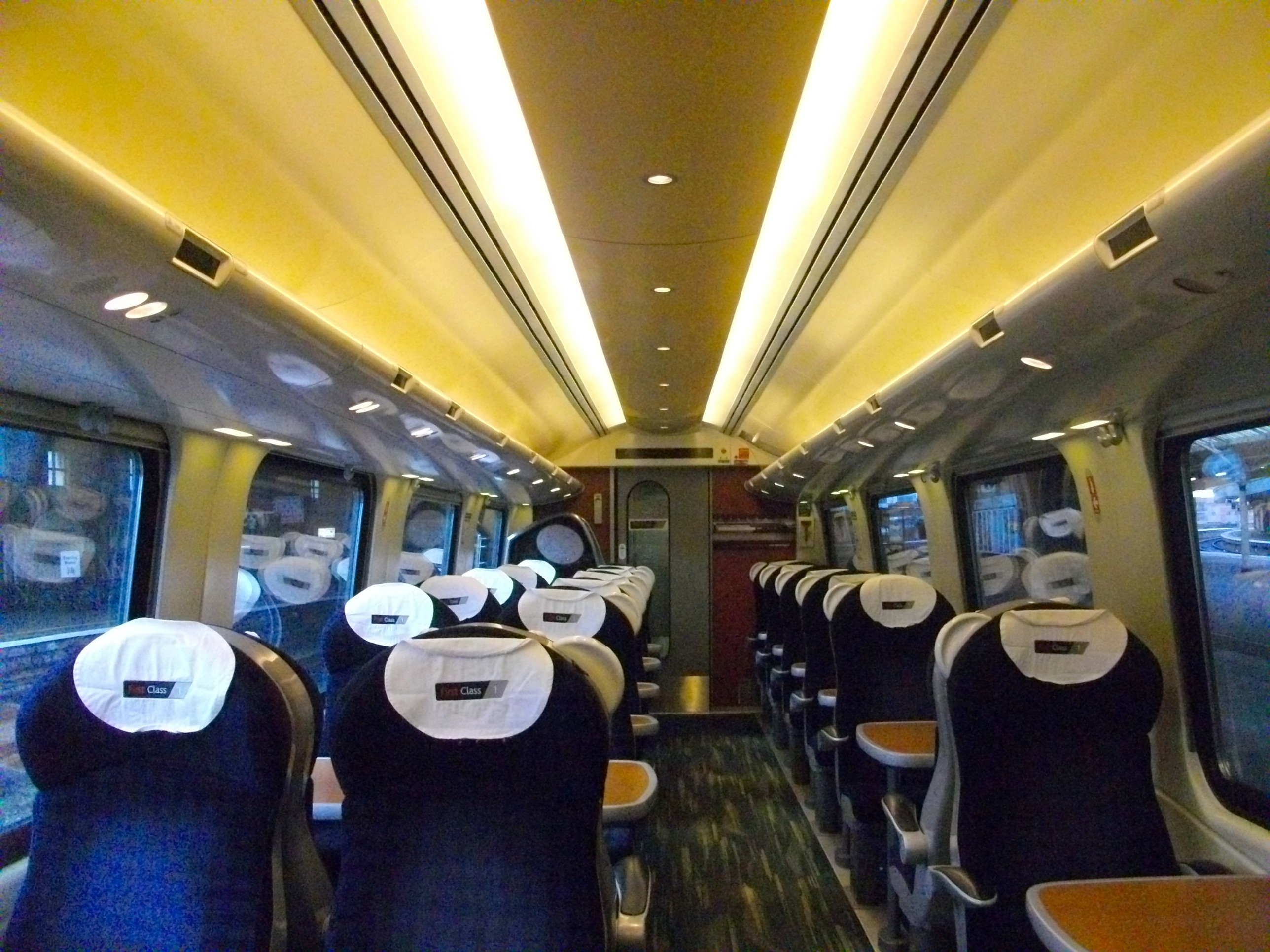
I sedili di prima classe su un "British Rail Class 221".

Oltre ai posti a sedere dedicati, l'attuale servizio di prima classe può includere l'accesso a una lounge (nelle principali stazioni di partenza e/o arrivo) e servizi di bordo aggiuntivi, come il servizio di ristorazione, giornali gratuiti, Wi-Fi gratuito a bordo, ecc. Tali servizi di bordo variano notevolmente; possono essere distribuiti in base alla compagnia ferroviaria, alla tratta, al giorno della settimana (feriale o del fine settimana) e all'ora del giorno. Il servizio di prima classe più completo è offerto dagli operatori ferroviari a lunga percorrenza, come Great Western Railway, Avanti West Coast, London North Eastern Railway e Transport for Wales, in particolare sui treni in partenza al mattino e alla sera nei giorni feriali su tratte ad alto traffico, dove è rivolta ai viaggiatori d'affari.
Sui treni pendolari più frequentati, i posti a sedere in prima classe sono simili o identici a quelli in classe standard. Tuttavia, il costo molto più elevato garantisce al possessore del biglietto di prima classe maggiori possibilità di trovare posto. Alcune compagnie ferroviarie offrono tariffe di prima classe che spesso sono quasi il doppio di quelle della classe standard. Su alcuni treni, nonostante l'esistenza di una cabina di prima classe, questa è "declassificata", il che significa che qualsiasi possessore di biglietto può sedersi lì, e i biglietti di prima classe di solito non vengono venduti.
La prima classe è offerta anche sul servizio notturno "Caledonian Sleeper" da Londra alla Scozia.
I treni internazionali Eurostar tra la Gran Bretagna e l'Europa continentale offrono due distinti servizi di prima classe, denominati rispettivamente "Business Premier" e "Standard Premier", oltre alla class standard. La sistemazione a bordo è la stessa; la differenza sta nella maggiore flessibilità, tempi di check-in più brevi e un servizio di ristorazione più completo (un pasto completo invece di uno spuntino più leggero) per il servizio "Business Premier". Il servizio "Standard Premier" venne introdotto il 1° settembre 2010; in precedenza, questo servizio si chiamava "Leisure Select" e includeva anche un servizio di ristorazione con pasto completo.

### Russia
Il termine "Prima Classe" non è utilizzato come tale sulle Ferrovie Russe, che hanno invece un proprio sistema di classi, ma è comunemente impiegato per tradurre il corrispondente termine russo "SV" ("СВ" o "Спальный вагон", tradotto "Vagone Letto"). Sebbene la maggior parte delle carrozze dei treni russi a lunga percorrenza siano cuccette anziché sedili, il termine è utilizzato solo per le carrozze di prima classe. Queste carrozze di solito hanno 8 o 9 scompartimenti con all'interno due cuccette, queste ultime hanno dei divanetti montati trasversalmente e un televisore, due servizi igienici su entrambe le estremità della carrozza e un bagno con doccia comune (nelle carrozze a 8 scompartimenti). Esiste anche una versione deluxe della carrozza SV, solitamente denominata "Premium", che presenta degli scompartimenti a una cuccetta (o a due cuccette se quella superiore è ribaltabile) con bagno/doccia integrati e arredi di migliore qualità. Questa variante di servizio è talvolta informalmente chiamata "Myagky Vagon" (tradotta "Carrozza Morbida"), sebbene si tratti di un termine improprio, poiché storicamente tale designazione indicava la classe intermedia tra la classe SV e quella "Coupé", già dismessa da tempo, e si riferiva all'arredamento migliore e all'imbottitura più morbida delle cuccette rispetto alla tradizionale classe Coupé.
Il servizio è generalmente lo stesso in tutte le classi delle ferrovie russe, la differenza principale è l'aumento dello spazio per le gambe, la riduzione del rumore e un migliore isolamento dai contatti indesiderati con gli estranei, nonché un miglior comfort; tutte le carrozze di classe inferiore possono avere una sola doccia ogni due carrozze letti (54 passeggeri), mentre le carrozze "SV" ne hanno una ogni 16 passeggeri e in una carrozza "Premium" ogni passeggero ha la propria doccia, un aspetto importante su linee come la Transiberiana, dove il viaggio può durare fino a un'intera settimana.

### Spagna
In Spagna, sui treni a breve percorrenza, come i "Regionales" o i "Cercanias", non è possibile viaggiare in prima classe, mentre sui treni a lunga e media percorrenza, come i treni "Altaria" o "Euromed", è disponibile la classe "Preferente", paragonabile alla prima classe britannica. Questa include cibo e bevande gratuiti (in genere un drink di benvenuto come un bicchiere di champagne e bevande durante il pasto) e posti a sedere più ampi.

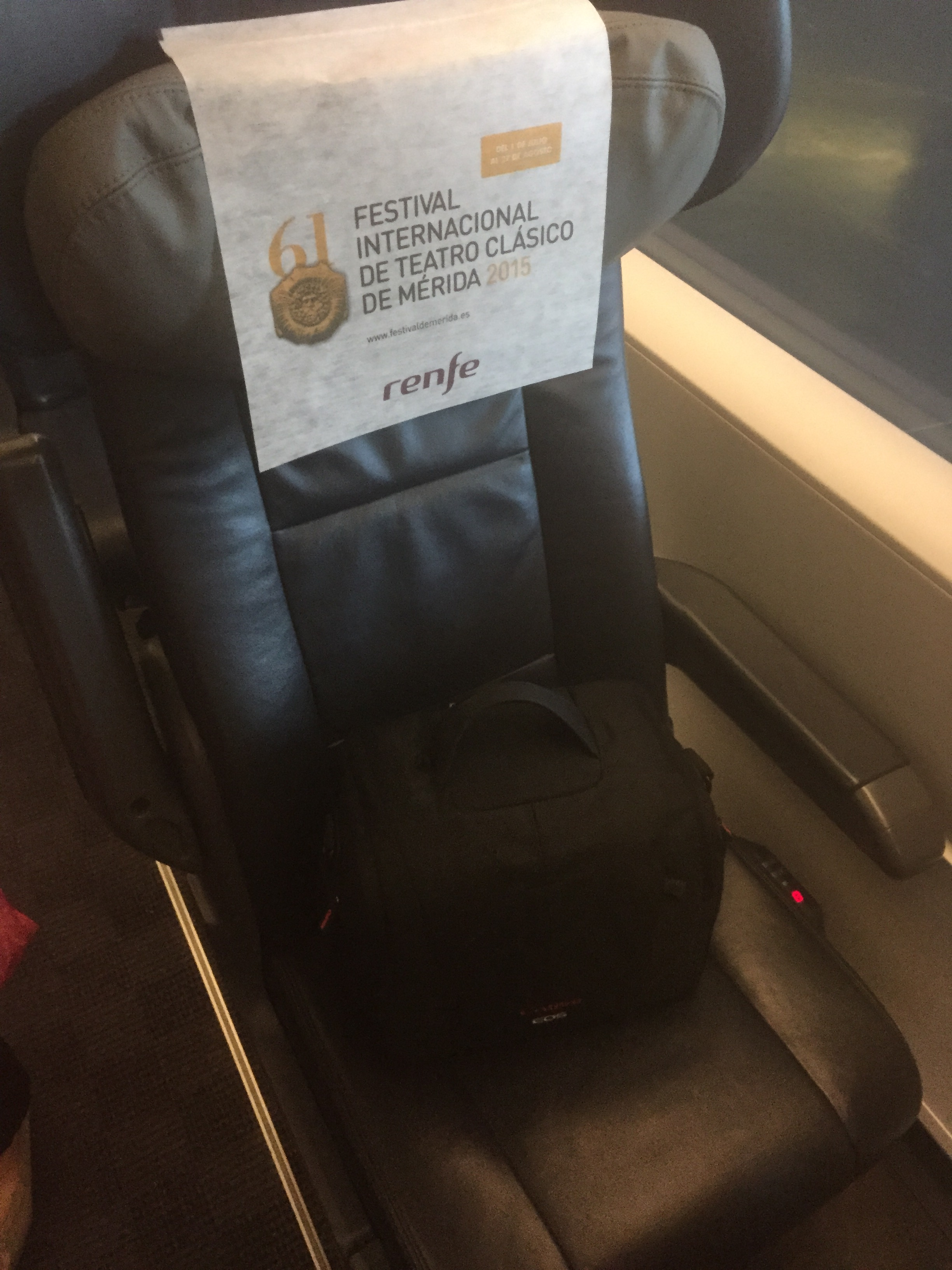
Sedile di prima classe della AVE (Renfe Operadora).

Sulla rete della Alta Velocidad Española (AVE), un biglietto "Club-Class" o "Preferente" consente l'accesso alle lounge in alcune stazioni. Il servizio Club-Class a bordo include un ampio sedile in pelle, presa di corrente, cibo alla carta e un servizio bar gratuito e illimitato al posto.
Su tutti i treni spagnoli "Grandes Líneas" (a lungo raggio) e "Media Distancia" (a medio raggio), video e musica sono disponibili e accessibili tramite delle cuffie gratuite. I prezzi per i viaggi in prima classe non sono scontati, fatta eccezione per le fasce orarie non di punta, e il prezzo di un biglietto "preferente" è normalmente di soli 30-40 euro in più rispetto alla classe economica, mentre la club class sui treni ad alta velocità costa solitamente solo 40 euro in più rispetto alla "preferente", significativamente più economica della maggior parte delle tariffe di prima classe nel Regno Unito.

### Stati Uniti
Dal 1863, George Pullman introdusse delle carrozze più comode a lunga percorrenza, quelle che avrebbero fatto parte della Pullman Company, fondata nel 1867.
Oggi, sui servizi Amtrak, è possibile viaggiare in prima classe sul servizio Acela Express, così come sui servizi a lunga percorrenza operati con treni Superliner o Viewliner. I passeggeri hanno inoltre accesso a sale d'attesa speciali in molte città e stazioni ad alto traffico. La prima classe sul servizio Acela Express offre sedili più ampi rispetto alla classe business (44 contro 65 posti per carrozza), prese elettriche sui sedili, un addetto alla carrozza e pasti e bevande gratuiti. Sui servizi a lunga percorrenza è disponibile anche la sistemazione per dormire, tra cui "Roomette", "Bedrooms", "Bedroom Suite" e "Accessible Bedrooms". Molte camere includono doccia e servizi igienici; negli altri scompartimenti, un bagno e/o una doccia si trovano nelle vicinanze. Anche i pasti e altri servizi in stile hotel sono inclusi nella tariffa.

### Svizzera
Le Ferrovie Federali Svizzere (SBB CFF FFS), BLS e Südostbahn (SOB) offrono viaggi in prima e seconda classe su tutti i treni, ad eccezione del RegioExpress (RE) tra Neuchâtel e Frasne (Francia). Anche la maggior parte delle ferrovie private offre viaggi in prima classe.

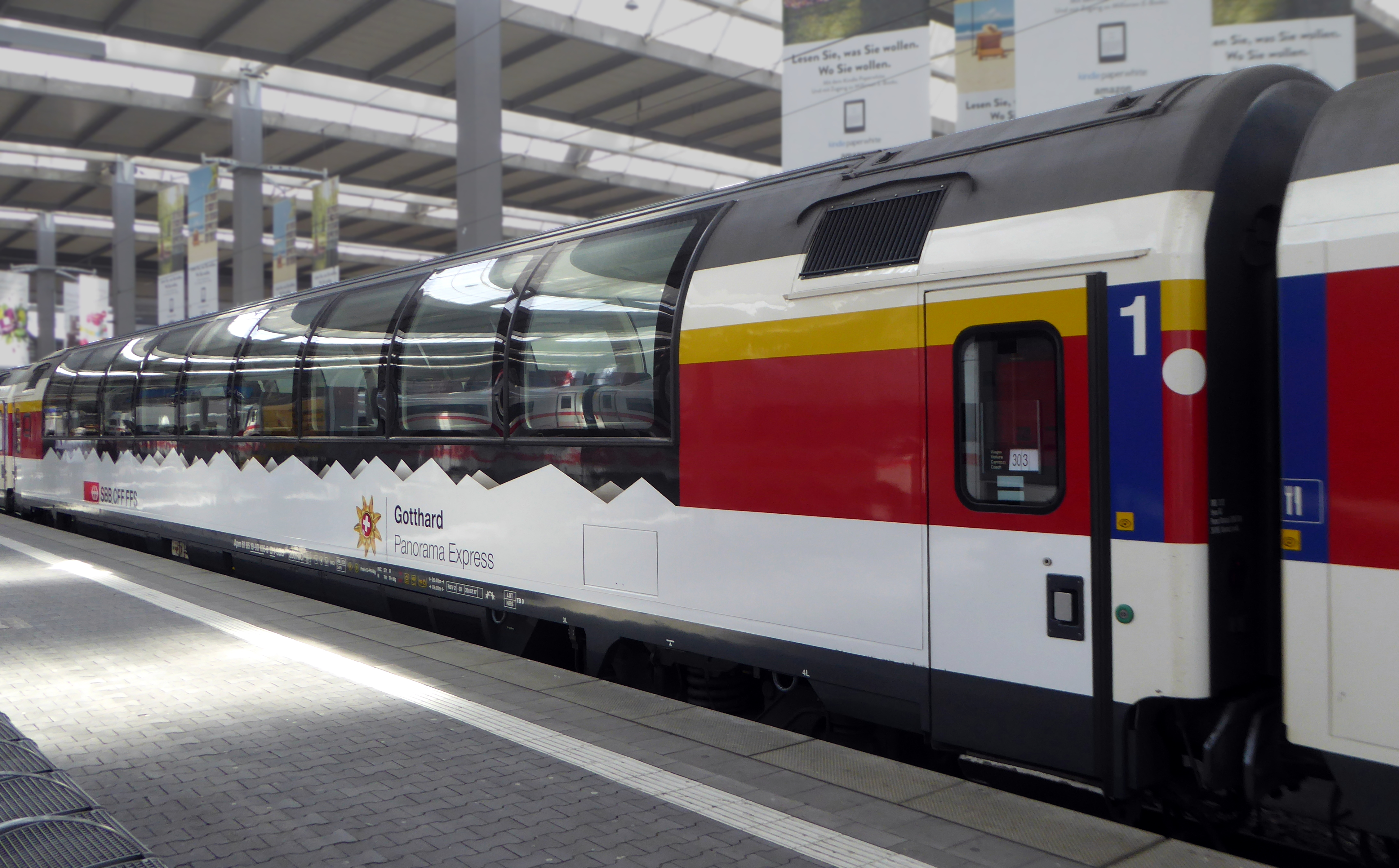
Carrozza di prima classe del "Gotthard Panorama Express" vista dall'esterno.

Le carrozze di prima classe in genere hanno meno posti a sedere per carrozza e quindi più spazio individuale. I sedili sono più comodi rispetto alla seconda classe. Alcune carrozze di prima classe dispongono di finestrini più grandi, come nei treni "Panorama Express" (PE). I treni a lunga percorrenza in genere dispongono di una carrozza ristorante tra la prima e la seconda classe.

### Taiwan
"Taiwan Railway Administration" fornì una carrozza di prima classe sul suo treno espresso dal 1949 al 1953, anno in cui le classi di viaggio vennero ufficialmente abolite.

## Nella marina
Le navi da crociera offrono generalmente una prima classe (detta anche "classe cabina") e una seconda classe. A bordo del transatlantico RMS Queen Mary 2, che opera sulla rotta marittima tra l'Europa e il Nord America, è disponibile una "prima classe unica" e altri diversi livelli di cabine (chiamate "Lusso", "Gran Lusso" e "Suite") corrispondenti a diversi livelli di ristorazione. Sui traghetti e i catamarani che attraversano lo stretto di Dover, è disponibile una classe unica ma anche un "salone di lusso" prenotabile pagando un supplemento, simile alla prima classe.
Nel XX secolo, il servizio di ristorazione sui transatlantici era particolarmente ricco e prestigioso. Ad esempio, sull'RMS Titanic, l'ultima cena servita ai passeggeri di prima classe il 14 aprile 1912 comprendeva: brodo chiarificato, zuppa scozzese a base di porri e patate, filetto di rombo con contorno di verdure, polpette, costolette di montone, purè di patate, patatine fritte, patate al cartoccio, meringhe e pasticcini.
Fino a svariati decenni fa, le navi da crociera non avevano un vero e proprio sistema di classi, ma vi erano piuttosto intere navi configurate esclusivamente in prima classe e altre configurate in classe standard. Alcune cabine di "prima classe" erano più spaziose, con check-in, imbarco e sbarco prioritari. Ad oggi la tendenza è quella di reintrodurre una prima classe separata (sulle navi da crociera).